# سیارک ۲۵۰۲۰
سیارک ۲۵۰۲۰ (به انگلیسی: 25020 Tinyacheng، نامگذاری:1998QY13) بیست و پنج هزار و بیستمین سیارک کشف شده‌است که در ۱۷ اوت ۱۹۹۸ کشف شد.
قدر مطلق سیارک برابر ۱۰.۲ است.